# Microsoft Office 2013
Microsoft Office 2013 (también Office 2013 y en nombre clave Office 15) es una versión de Microsoft Office, una suite informática para el sistema operativo Windows. Es el sucesor de Microsoft Office 2010 y el predecesor de Microsoft Office 2016. Incluye soporte de formato de archivo extendido, actualizaciones a la interfaz de usuario y soporte para dispositivos táctiles. Office 2013 es adecuado para sistemas IA-32 y x64, requiere Windows 7, Windows Server 2008 R2 o una edición posterior de cualquiera de estos. Una versión de Office 2013 viene incluida en los dispositivos con Windows RT. Su soporte principal terminó el 10 de abril de 2018. El extendido terminó el 11 de abril de 2023.
El desarrollo de esta versión de Microsoft Office se inició en 2010 y terminó el 11 de octubre de 2012. Microsoft lanzó Office 2013 a disponibilidad general el 29 de enero de 2013. Esta versión incluye nuevas características tales como soporte de integración para servicios en línea (incluyendo OneDrive, Outlook.com, Skype, Yammer y Flickr), soporte de formato mejorado para Office Open XML (OOXML), OpenDocument (ODF) y Portable Document Format (PDF) y Soporte para interfaces multi-táctiles.
Microsoft Office 2013 viene en doce ediciones diferentes, incluyendo tres ediciones para puntos de venta, dos ediciones para el canal de licencias por volumen, cinco ediciones basadas en suscripción disponibles a través del programa Microsoft Office 365, la edición de aplicaciones web conocida como Office Web Apps y la edición de Office RT para tabletas y dispositivos móviles. Office Web Apps están disponibles gratuitamente en la web, aunque las empresas pueden obtener instalaciones locales con un costo adicional. Las aplicaciones de Microsoft Office se pueden obtener de forma individual; Esto incluye Microsoft Visio, Microsoft Project y Microsoft SharePoint Designer que no se incluyen en ninguna de las doce ediciones.
El 25 de febrero de 2014, se lanzó el Service Pack 1 (SP1) de Microsoft Office 2013.

## Características
Todos sus componentes recibieron cambios, pero SharePoint Workspace fue eliminado por completo en esta versión dando paso a los servicios de almacenamiento de Microsoft Office en la nube. Microsoft InfoPath apenas recibió mejoras en comparación con la versión anterior, siendo esta versión donde hace su última presencia.
Service Pack 1 (SP1) de Microsoft Office 2013 proporciona las últimas actualizaciones de Office de 2013. Este service pack incluye dos tipos de revisiones:
Correcciones previas no liberadas están incluidas en este service pack. Además de las correcciones del producto, estas revisiones incluyen mejoras en la estabilidad, rendimiento y seguridad.
Todas las actualizaciones de seguridad mensuales que se han publicado a través de enero y todas las actualizaciones acumulativas publicadas hasta diciembre de 2013.

## Compatibilidad
Office 2013 es compatible con Windows 7, Windows 8 (incluyendo RT) y Windows 8.1 (incluyendo RT) y Windows 10 en todas sus ediciones para plataformas de 32 y 64 bits.
La compatibilidad de Office 2013 con un dispositivo sea PC, laptop o notebook principalmente, el dispositivo debe de cumplir algunos requisitos sobre las capacidades de Hardware como Memoria Ram, Disco duro, gráficos y procesador básicamente.

## Funciones eliminadas
Las siguientes funciones fueron eliminadas de esta versión.
- El programa Microsoft Office SharePoint Workspace
- Microsoft Clip Organizer
- Microsoft Office Picture Manager
- Cuadros de estilo de Office 2007 y 2010
- Habilidad para insertar un cono 3D, una pirámide, o un cuadro cilíndrico.

Funciones eliminadas de Microsoft Word
- XML Markup personalizado fue eliminado por problemas legales
- Los objetos del antiguo WordArt ya no son convertidos en los actuales.

Funciones eliminadas de Microsoft Access
- Access Data Projects (ADP)
- Soporte para Jet 3.x IISAM
- Control OWC de Access
- Soporte de dBase[13]

Funciones eliminadas de Microsoft Outlook
- Outlook Exchange Classic offline
- Botón Cleanfreebusy
- Habilidad para importar/exportar a las demás aplicaciones
- Personalización de notas y noticias
- Tabla de actividades de Outlook
- Servicio de Outlook para móviles (OMS)
- Buscador de Outlook usando Windows Shell[13]

Funciones eliminadas de Microsoft PowerPoint
- Soporte para dibujos de Visio

## Ediciones
Microsoft dotó de cinco ediciones distintas a Office 2013, las cuales varían en la cantidad de aplicaciones:
| Programas y características | Home & Student           | Home & Business | Standard             | Professional | Professional Plus    | Por separado            |
| --------------------------- | ------------------------ | --------------- | -------------------- | ------------ | -------------------- | ----------------------- |
| Licencia                    | Retail, OEM y Windows RT | Retail y OEM    | Licencia por volumen | Retail y OEM | Licencia por volumen |                         |
| Precio                      | $139.99                  | $210.99         | $270.99              | $390.99      | $500.99              | Varía según el programa |
| Word                        | Sí                       | Sí              | Sí                   | Sí           | Sí                   | Sí                      |
| Excel                       | Sí                       | Sí              | Sí                   | Sí           | Sí                   | Sí                      |
| PowerPoint                  | Sí                       | Sí              | Sí                   | Sí           | Sí                   | Sí                      |
| Outlook                     | No                       | Sí              | Sí                   | Sí           | Sí                   | Sí                      |
| OneNote                     | Sí                       | Sí              | Sí                   | Sí           | Sí                   | Sí                      |
| Publisher                   | No                       | No              | Sí                   | Sí           | Sí                   | Sí                      |
| Access                      | No                       | No              | No                   | Sí           | Sí                   | Sí                      |
| Lync                        | No                       | No              | No                   | No           | Sí                   | Sí                      |
| InfoPath                    | No                       | No              | No                   | No           | Sí                   | Sí                      |
| Visio                       | No                       | No              | No                   | No           | No                   | Sí                      |
| Project                     | No                       | No              | No                   | No           | No                   | Sí                      |

## Requerimentos del sistema
Cada aplicación de Microsoft Office 2013 tiene los siguientes requisitos, aunque puede haber requisitos específicos para una aplicación.
| Artículo              | Requirimento |
| --------------------- | --- |
| CPU                   | Velocidad de 1 GHz, arquitectura IA-32 o x64 con soporte SSE2                                                                                        |
| RAM                   | Edición IA-32: 1 GB Edición x64: 2 GB |
| Espacio en Disco Duro | 3.0 GB de espacio disponible |
| Sistema operativo     | - Windows 7 - Windows Server 2008 R2 - Windows 8 (Es la versión principal) - Windows Server 2012 - Windows 8.1 - Windows Server 2012 R2 - Windows 10 |
| Software              | .NET Framework 3.5, 4.0 o 4.5 |

Además de estos, la aceleración por hardware de gráficos requiere una resolución de pantalla de 1024 × 576 píxeles o más y una GPU compatible con DirectX 10 con al menos 64 MB de memoria de vídeo (en caso de su ausencia, no hay problema, dado que las aplicaciones de Office 2013 pueden funcionar sin la aceleración gráfica.)

### Otras versiones de Microsoft Office
- Microsoft Office 2016
- Microsoft Office 2010
- Microsoft Office 2007
- Microsoft Office 2003
- Microsoft Office XP
- Microsoft Office 2000
- Microsoft Office 97
- Microsoft Office 95

### Otras suites ofimáticas
- LibreOffice
- Apache OpenOffice
- Calligra Suite
- Kingsoft Office
- ThinkFree Office
- OfficeSuite
- iWork